# Америчка хорор прича: Циркус наказа
Америчка хорор прича: Циркус наказа (енгл. American Horror Story: Freak Show) је четврта сезона FX хорор-антологијске телевизијске серије Америчка хорор прича, чији су творци Рајан Мерфи и Бред Фелчак. Премијера је била 8. октобра 2014. године и завршила се 21. јануара 2015. године. Сезона се углавном дешава 1952. године у Џупитеру, причајући причу о једном од последњих преосталих циркуса наказа у Сједињеним Америчким Државама и њиховој борби за опстанак.
Чланови глумачке екипе који се враћају из претходних сезона серије су: Сара Полсон, Еван Питерс, Френсис Конрој, Денис О’Хер, Ема Робертс, Анџела Басет, Кети Бејтс, Џесика Ланг, Грејс Гамер, Габореј Сидибе, Дени Хјустон, Џејми Бруер и Мер Винингем, заједно са новим члановима које чине Мајкл Чиклис и Фин Витрок. Бен Вулф се такође вратио. Ово је прва сезона серије која није строго антологијска, са Лили Рејб, Наоми Гросман и Џејмс Кромвелом (као млађи др. Артур Арден) који се појављују у другој сезони Лудница.
Као и своји претходници, Џиркус наказа се сусрео и са позитивним критикама и стално високим рејтинзима, док је премијерну епизоду пратило 6,13, чинећи је најгледанијом епизодом серије. Тиме је постала најгледанији програм мреже FX, прешавши претходну сезону, Вештичије коло. Сезона је добила укупно двадесет Еми номинација, више од било које сезоне серије Америчка хорор прича до данас, укључујући номинације за најбољу мини-серију и шест глумачких номинација за Лангову, О’Хера, Витрока, Полсонову, Басетову и Бејтсову. Такође, Полсонова је освојила награду за најбољу глумицу у ТВ филму или мини-серији на 5. додели награда по избору критичара.

## Епизоде
| Бр. еп. (укупно) | Бр. еп. (у сезони) | Наслов                     | Редитељ             | Сценариста                | Премијера          | Прод. код | Гледаност у САД (милиони) |
| ---------------- | ------------------ | -------------------------- | ------------------- | ------------------------- | ------------------ | --------- | ------------------------- |
| 39               | 1                  | Чудовиште међу нама        | Рајан Мерфи         | Рајан Мерфи & Бред Фелчак | 8. октобар 2014.   | 4ATS01    | 6,13                      |
| 40               | 2                  | Масакри и матинеи          | Алфонсо Гомез-Рехон | Тим Мајнер                | 15. октобар 2014.  | 4ATS02    | 4,53                      |
| 41               | 3                  | Едвард Мордрејк: 1. део    | Мајкл Апендал       | Џејмс Вонг                | 22. октобар 2014.  | 4ATS03    | 4,44                      |
| 42               | 4                  | Едвард Мордрејк: 2. део    | Хауард Дач          | Џенифер Салт              | 29. октобар 2014.  | 4ATS04    | 4,51                      |
| 43               | 5                  | Ружичасти колачићи         | Мајкл Апендал       | Џесика Шарзер             | 5. новембар 2014.  | 4ATS05    | 4,22                      |
| 44               | 6                  | У центар                   | Хауард Дач          | Џон Ј. Греј               | 12. новембар 2014. | 4ATS06    | 3,65                      |
| 45               | 7                  | Тест снаге                 | Антони Хемингвеј    | Кристал Лу                | 19. новембар 2014. | 4ATS07    | 3,91                      |
| 46               | 8                  | Крвава купка               | Бредли Бјукер       | Рајан Мерфи               | 3. децембар 2014.  | 4ATS08    | 3,30                      |
| 47               | 9                  | Масакр на продајној забави | Лони Перистер       | Бред Фелчак               | 10. децембар 2014. | 4ATS09    | 3,07                      |
| 48               | 10                 | Сирочад                    | Бредли Бјукер       | Џејмс Вонг                | 17. децембар 2014. | 4ATS10    | 2,99                      |
| 49               | 11                 | Магично размишљање         | Мајкл Гој           | Џенифер Солт              | 7. јануар 2015.    | 4ATS11    | 3,11                      |
| 50               | 12                 | Представа се прекида       | Лони Перистер       | Џесика Шарзер             | 14. јануар 2015.   | 4ATS12    | 2,94                      |
| 51               | 13                 | Позив на бис               | Бредли Бјукер       | Џон Ј. Греј               | 21. јануар 2015.   | 4ATS13    | 3,27                      |